# Transportes da Suécia

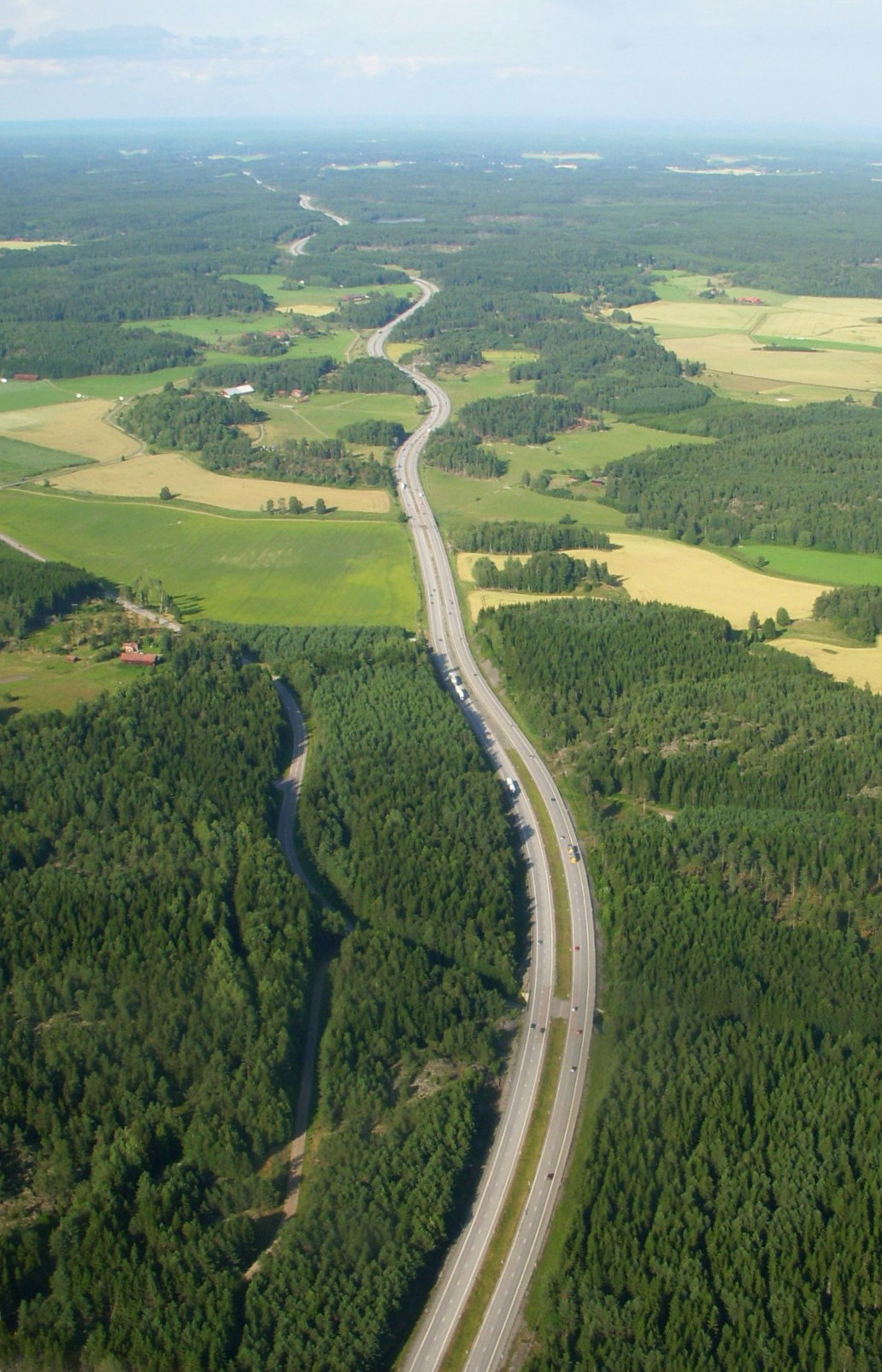
A estrada europeia E4 na Suécia

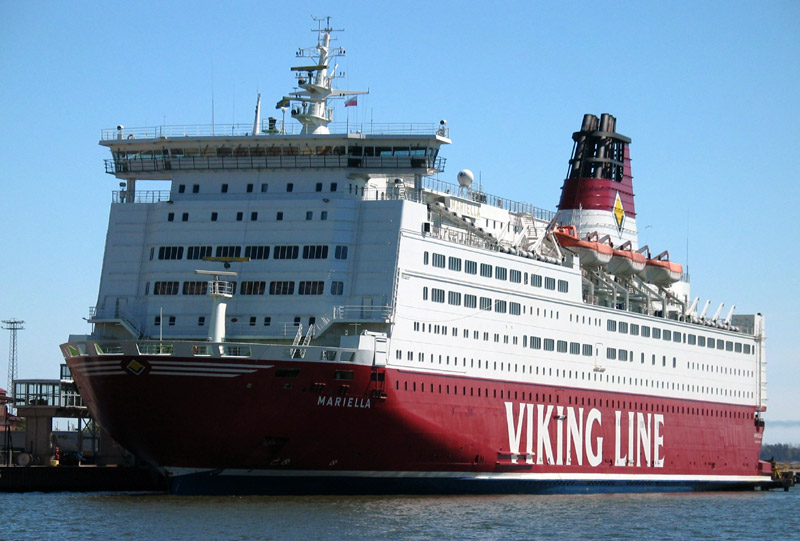
O navio M/S Mariella traficando a rota Estocolmo-Helsínquia.

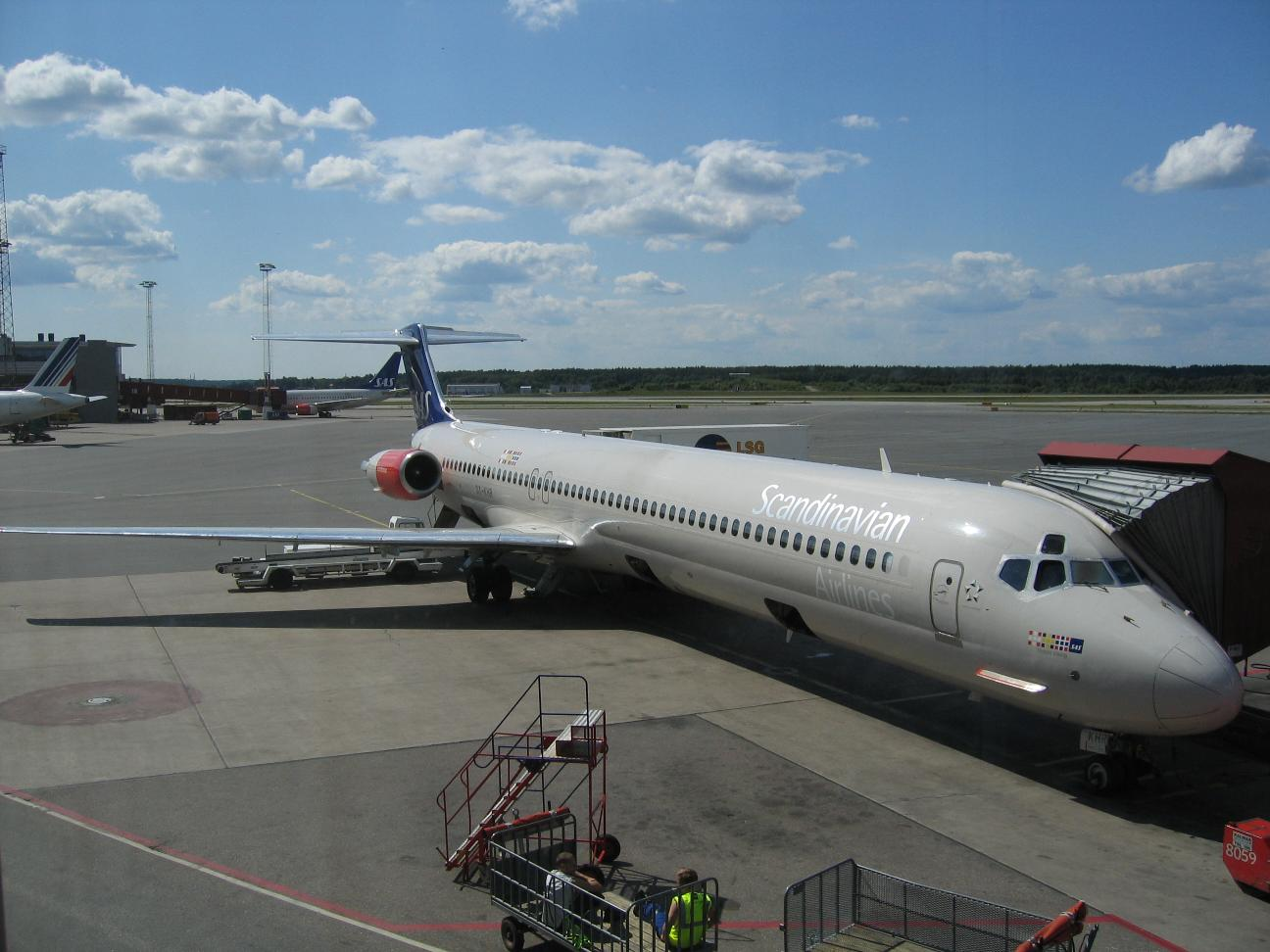
Avião da companhia SAS no aeroporto de Arlanda

Os transportes de pessoas e de mercadorias na Suécia são realizados de diferentes modos – por estrada, por via ferroviária, pelo ar, pelo mar.

As infraestruturas necessárias abrangem as estradas, as linhas férreas, os aeroportos e os portos, para além das telecomunicações e das linhas de eletricidade.

O setor dos transportes absorve atualmente cerca de 25% da energia utilizada no país. 30% dessa energia é usada nos transportes de mercadorias e 70% no transportes de pessoas.

## Transportes rodoviários
Existem cerca de 212 000 km de estradas, concentradas principalmente nas regiões da Escânia, Gotemburgo, Costa Ocidental, Östergötland e Estocolmo.

## Transportes marítimos
A localização da Suécia - semelhante à de uma ilha, a extensão das suas costas e a existência de numerosos portos, explicam o papel dominante dos transportes marítimos no campo da exportação.

Os portos de Gotemburgo, Estocolmo, Helsingborg e Trelleborg são os principais nós de transporte marítimo.

As empresas de transportes marítimos com maior volume são a Stena e a Soya.

## Transportes ferroviários
A rede de linhas ferroviárias da Suécia tem uma extensão total de 16 500 km.